# Аранча Санчес-Викарио
Аранча Санчес-Викарио (на испански: Arantxa Sánchez Vicario) е професионална испанска тенисистка, родена на 18 декември 1971 г. в Барселона. Тя е сестра на Хавиер и Емилио Санчес, също професионални тенисисти.

## Кариера
Професионалната ѝ кариера стартира през 1985 г. През 1995 г. Аранча Санчес Викарио става първата испанска тенисистка, начело в световната ранглиста на женския тенис. За времето на своята професионална кариера е печелила общо 14 турнира от Големия шлем - четири от тях самостоятелно, шест на двойки и четири на смесени двойки. Ярко изразеният индивидуален стил на игра превръща Аранча Санчес Викарио в един от символите на женския тенис през 90-те години, наред с имената на Щефи Граф и Моника Селеш. През 1989 г., едва седемнадесетгодишна, тя играе за първи път на турнир от Големия шлем. Това е надпреварата за Откритото първенство на Франция, където младата испанска тенисистка достига до финалния мач, който губи от Щефи Граф. Особено успешна за Аранча Санчес Викарио се оказва 1994, когато испанката завоюва два трофея - Откритото първенство на Франция и Откритото първенство на САЩ и същевременно стига до финалния мач на Откритото първенство на Австралия, където губи от пряката си конкурентка Щефи Граф.

## Успехи
- Ролан Гарос
  - Първо място: 1989, 1994, 1998
  - Второ място: 1991, 1995, 1996
- Открито първенство на САЩ
  - Първо място: 1994
  - Второ място: 1992
- Уимбълдън
  - Второ място: 1995, 1996